# Thomas Cools
Thomas Cools (26 februari 1997) is een Belgisch voetballer. 
Cools werkte zijn jeugdopleiding af bij KVC Westerlo, K. Lierse SK en KFC Dessel Sport. In 2015 stroomde hij door naar de eerste ploeg bij Dessel, waar hij zijn debuut maakte op 11 april 2015 toen hij in de 75ste minuut mocht invallen in een wedstrijd tegen Excelsior Virton.

## Clubstatistieken
| Seizoen | Club             | Competitie    | Competitie | Competitie | Beker | Beker | Internationaal | Internationaal | Totaal | Totaal |
| Seizoen | Club             | Competitie    | Wed.       | Dlp.       | Wed.  | Dlp.  | Wed.           | Dlp.           | Wed.   | Dlp.   |
| ------- | ---------------- | ------------- | ---------- | ---------- | ----- | ----- | -------------- | -------------- | ------ | ------ |
| 2014/15 | KFC Dessel Sport | Tweede klasse | 2          | 0          | 0     | 0     | —              | —              | 2      | 0      |
| 2015/16 | KFC Dessel Sport | Tiende klasse | 4          | 0          | 0     | 0     | —              | —              | 4      | 0      |
| Totaal  | Totaal           | Totaal        | 6          | 0          | 0     | 0     | 0              | 0              | 6      | 0      |

Bijgewerkt op 19 mei 2016.